# Circuit de Valence Ricardo Tormo
À ne pas confondre avec le Circuit urbain de Valence.
Le circuit de la Communauté valencienne Ricardo Tormo, également appelé circuit de Valence Ricardo Tormo, circuit de Valence ou circuit Ricardo Tormo, est un circuit permanent de course de 4,005 km situé à Cheste, dans la banlieue de Valence en Espagne. Il a été inauguré le 19 septembre 1999.

## Histoire
Pour honorer la mémoire du pilote valencien Ricardo Tormo décédé en 1998, le circuit de Valence prend le nom officiel de « circuit de Valence Ricardo Tormo ».
Depuis 2017, la Formule E utilise ce circuit pour des tests des pré-saison.
Maverick Viñales bat le record du circuit pour la MotoGP lors de la Q2 du championnat du monde 2023.